# Red (langage de programmation)
Pour les articles homonymes, voir Red.
 (avril 2011).
Si vous disposez d'ouvrages ou d'articles de référence ou si vous connaissez des sites web de qualité traitant du thème abordé ici, merci de compléter l'article en donnant les références utiles à sa vérifiabilité et en les liant à la section « Notes et références ».
Red est un langage de programmation impératif et fonctionnel créé en 2011 par Nenad Rakocevic. Il est distribué en tant que logiciel libre selon les termes de la licence BSD modifiée avec un interpréteur Juste-à-temps, les deux étant respectivement basés sur le langage de programmation REBOL et l'interprète REBOL.

## Historique
Le langage de programmation Red est officiellement annoncé à la conférence REBOL & Boron le 26 février 2011 aux Pays-Bas par son créateur Nenad Rakocevic. Ce programmeur français s'était lancé dans le développement de ce nouveau langage en octobre 2010 en réponse à la stagnation que connaissait alors REBOL. Rakocevic était par ailleurs connu au sein de cette communauté pour ses contributions, dont la création du serveur HTTP Cheyenne. Le projet est un succès tant et si bien qu'il est élu par ses pairs « Rebol de l'année 2011 ». Red repose en effet sur le langage de programmation REBOL qui lui sert également de « bootstrapping ». Le langage Red est ensuite présenté à l'échelle internationale pour la journée du logiciel libre 2011,, ce qui confère au projet une certaine visibilité.

## Applications commerciales
Les applications commerciales suivantes sont actuellement développées sur Red :
- DiaGrammar[7] - Diagramme codé en direct
- SmartXML[8] - Outil d'analyse XML.

## Caractéristiques
Voici les principales caractéristiques de Red :
- « [Red]uced REBOL dialect » : dialecte REBOL réduit.
- Bibliothèque statique (en) et compilation à la volée (JIT).
- Support de la programmation parallèle.
- Langage général (support de la programmation système).
- Utilisable comme langage de script à l'instar de REBOL (console REPL (en)).
- Facilement encapsulable dans d'autres applications (à l'instar de LUA).
- Micro Serveur Web intégré et évolutif.

## Schéma du langage
Voici un schéma détaillant les différents niveaux du langage de programmation Red :

## Exemple
```
Red/System [
  Title:   "Red/System : Simple programme de démo"
  Author:  "RedChronicle"
  File:    %bonjour.reds
]

print "Coucou tout le monde !"

```

Un exemple en couleur :